# Liste der Kulturdenkmale in Wetterzeube
In der Liste der Kulturdenkmale in Wetterzeube sind alle Kulturdenkmale der Gemeinde Wetterzeube und ihrer Ortsteile aufgelistet. Grundlage ist das Denkmalverzeichnis des Landes Sachsen-Anhalt, das auf Basis des Denkmalschutzgesetzes des Landes Sachsen-Anhalt vom 21. Oktober 1991 durch das Landesamt für Denkmalpflege und Archäologie Sachsen-Anhalt erstellt und seither laufend ergänzt wurde (Stand: 31. Dezember 2022).

## Kulturdenkmale nach Ortsteilen

### Breitenbach
| Lage                        | Bezeichnung        | Beschreibung | Erfassungs- nummer | Ausweisungsart | Bild           |
| --------------------------- | ------------------ | ------------ | ------------------ | -------------- | -------------- |
| nördlich der Kirche (Karte) | Burg Breitenbach   | Burg         | 094 85681          | Baudenkmal     | Weitere Bilder |
| Am Heckenborn 6 (Karte)     | Wohnhaus           |              | 094 85675          | Baudenkmal     | BW             |
| Am Heckenborn 8 (Karte)     | Bauernhof          |              | 094 85676          | Baudenkmal     | BW             |
| Am Heckenborn 10 (Karte)    | Bauernhof          |              | 094 85677          | Baudenkmal     | BW             |
| Forststraße (Karte)         | Kriegerdenkmal     |              | 094 85679          | Baudenkmal     | BW             |
| Forststraße 26 (Karte)      | Wirtschaftsgebäude |              | 094 85678          | Baudenkmal     | BW             |
| Mittelstraße (Karte)        | Kirche             |              | 094 85680          | Baudenkmal     | Weitere Bilder |

### Dietendorf
| Lage                  | Bezeichnung | Beschreibung             | Erfassungs- nummer | Ausweisungsart | Bild       |
| --------------------- | ----------- | ------------------------ | ------------------ | -------------- | ---------- |
| Dietendorf 7 (Karte)  | Bauernhof   |                          | 094 86469          | Baudenkmal     | BW         |
| Dietendorf 20 (Karte) | Gaststätte  | Gasthaus zum Drei Linden | 094 86470          | Baudenkmal     | Gaststätte |

### Goßra
| Lage                                                                             | Bezeichnung        | Beschreibung | Erfassungs- nummer | Ausweisungsart | Bild     |
| -------------------------------------------------------------------------------- | ------------------ | ------------ | ------------------ | -------------- | -------- |
| An der Försterei 7 (Karte)                                                       | Scheune            |              | 094 85950          | Baudenkmal     | BW       |
| An der Försterei 8 (Karte)                                                       | Wohnhaus           |              | 094 85951          | Baudenkmal     | Wohnhaus |
| An der Försterei 14 (Karte)                                                      | Wirtschaftsgebäude |              | 094 85952          | Baudenkmal     | BW       |
| Goßraer Forststraße 2 (Karte)                                                    | Bauernhof          |              | 094 85953          | Baudenkmal     | BW       |
| Schlottweher Weg 4 südliche Forststraße 2, 3 auf gegenüberliegenden Hang (Karte) | Wohnhaus           |              | 094 85955          | Baudenkmal     | BW       |

### Haynsburg
| Lage                                                                                           | Bezeichnung        | Beschreibung | Erfassungs- nummer | Ausweisungsart               | Bild           |
| ---------------------------------------------------------------------------------------------- | ------------------ | --- | ------------------ | ---------------------------- | -------------- |
| zwischen Goßra, Katersdobersdorf und Dietendorf im Wald (Karte)                                | Erholungsheim      | Paul-Wegmann-Heim, auch Paul-Winckler-Heim                                                                                 | 094 85508          | Baudenkmal                   | BW             |
| Koordinaten fehlen! Hilf mit.                                                                  | Elsterfloßgraben   | Kanal Wird als Teilobjekt des Elsterfloßgrabens geführt. In der Vergangenheit bestand auch die Erfassungsnummer 094 86696. | 094 66211 015      | Teilobjekt eines Baudenkmals |                |
| westlicher Ortsrand (Karte)                                                                    | Kreuz              | Wetterkreuz | 094 85507          | Baudenkmal                   | Kreuz          |
| auf dem südlichen Ufer der Weißen Elster zwischen Sautzschen und Schkauditz                    | Mühlenhof          | Neumühle | 094 85525          | Baudenkmal                   | Weitere Bilder |
| westliche Bahnhofsseite (Karte)                                                                | Wegweiser          | | 094 86583          | Baudenkmal                   | Wegweiser      |
| z. Z. in der Haynsburg eingelagert, ursprünglich Pfarrgarten, Gelände der abgebrochenen Kirche | Relief             | | 094 66199          | Kleindenkmal                 |                |
| Am Bahnhof 50                                                                                  | Villa              | | 094 85833          | Baudenkmal                   |                |
| Burgstraße zwischen Goßra und Haynsburg (Karte)                                                | Friedhof           | | 094 85941          | Baudenkmal                   | Friedhof       |
| Burgstraße zwischen Goßra und Haynsburg                                                        | Kriegerdenkmal     | | 094 85942          | Baudenkmal                   |                |
| Burgstraße 9 (Karte)                                                                           | Wohnhaus           | | 094 85944          | Baudenkmal                   | BW             |
| Burgstraße 10 (Karte)                                                                          | Burg Haynsburg     | Burg | 094 85948          | Baudenkmal                   | Weitere Bilder |
| Burgstraße 11 (Karte)                                                                          | Wirtschaftsgebäude | | 094 85945          | Baudenkmal                   | BW             |
| Burgstraße 19 (Karte)                                                                          | Wohnhaus           | | 094 85946          | Baudenkmal                   | BW             |
| Gebind 20, 20a, 21, 21a (Karte)                                                                | Siedlung           | | 094 85943          | Baudenkmal                   | BW             |
| L 225 Brücke über die Weiße Elster zwischen Raba und Neumühle (Karte)                          | Brücke             | BW 0010 | 094 85524          | Baudenkmal                   | Weitere Bilder |

### Katersdobersdorf
| Lage                          | Bezeichnung        | Beschreibung | Erfassungs- nummer | Ausweisungsart | Bild               |
| ----------------------------- | ------------------ | ------------ | ------------------ | -------------- | ------------------ |
| Koordinaten fehlen! Hilf mit. | Kriegerdenkmal     |              | 094 86703          | Baudenkmal     |                    |
| Dorfstraße 2 (Karte)          | Bauernhof          |              | 094 85505          | Baudenkmal     | BW                 |
| Dorfstraße 6 (Karte)          | Bauernhof          |              | 094 85502          | Baudenkmal     | BW                 |
| Dorfstraße 7 (Karte)          | Toranlage          |              | 094 85501          | Baudenkmal     | BW                 |
| Dorfstraße 8 (Karte)          | Toranlage          |              | 094 85500          | Baudenkmal     | BW                 |
| Dorfstraße 13 (Karte)         | Wohnhaus           |              | 094 85504          | Baudenkmal     | BW                 |
| Dorfstraße 14 (Karte)         | Wirtschaftsgebäude |              | 094 85503          | Baudenkmal     | Wirtschaftsgebäude |

### Kleinpötewitz
| Lage                                                               | Bezeichnung    | Beschreibung | Erfassungs- nummer | Ausweisungsart | Bild           |
| ------------------------------------------------------------------ | -------------- | ------------ | ------------------ | -------------- | -------------- |
| an der Straße L 193 zwischen Wetterzeube und Kleinpötewitz (Karte) | Kriegerdenkmal |              | 094 85557          | Baudenkmal     | Kriegerdenkmal |

### Koßweda
| Lage                      | Bezeichnung | Beschreibung | Erfassungs- nummer | Ausweisungsart | Bild |
| ------------------------- | ----------- | ------------ | ------------------ | -------------- | ---- |
| Am Rauschebach 5 (Karte)  | Bauernhof   |              | 094 86486          | Baudenkmal     | BW   |
| Am Rauschebach 6 (Karte)  | Bauernhof   |              | 094 86487          | Baudenkmal     | BW   |
| Am Rauschebach 7 (Karte)  | Bauernhof   |              | 094 86488          | Baudenkmal     | BW   |
| Am Rauschebach 10 (Karte) | Bauernhof   |              | 094 86490          | Baudenkmal     | BW   |
| Am Rauschebach 15 (Karte) | Wohnhaus    |              | 094 86492          | Baudenkmal     | BW   |

### Mödelstein
| Lage                                             | Bezeichnung        | Beschreibung | Erfassungs- nummer | Ausweisungsart | Bild               |
| ------------------------------------------------ | ------------------ | ------------ | ------------------ | -------------- | ------------------ |
| an der Straße zwischen Raba und Neumühle (Karte) | Wirtschaftsgebäude |              | 094 85522          | Baudenkmal     | Wirtschaftsgebäude |

### Obersiedel
| Lage                 | Bezeichnung | Beschreibung   | Erfassungs- nummer | Ausweisungsart | Bild       |
| -------------------- | ----------- | -------------- | ------------------ | -------------- | ---------- |
| Obersiedel 2 (Karte) | Gaststätte  | Zum Einsiedler | 094 85536          | Baudenkmal     | Gaststätte |

### Pötewitz
| Lage                                        | Bezeichnung      | Beschreibung | Erfassungs- nummer | Ausweisungsart               | Bild           |
| ------------------------------------------- | ---------------- | --- | ------------------ | ---------------------------- | -------------- |
| (Karte)                                     | Elsterfloßgraben | Kanal Wird als Teilobjekt des Elsterfloßgrabens geführt. In der Vergangenheit bestand auch die Erfassungsnummer 094 86646. | 094 66211 010      | Teilobjekt eines Baudenkmals | BW             |
| Am Bache 5 (Karte)                          | Wohnhaus         | | 094 86472          | Baudenkmal                   | BW             |
| Crossener Straße Walpernhainer Bach (Karte) | Brücke           | BW 0110 | 094 66188          | Baudenkmal                   | Brücke         |
| Crossener Straße (Karte)                    | Kirche           | Sankt Sebastian | 094 86471          | Baudenkmal                   | Weitere Bilder |
| Crossener Straße 5 (Karte)                  | Wohnhaus         | | 094 86480          | Baudenkmal                   | BW             |
| Crossener Straße 6 (Karte)                  | Bauernhof        | | 094 86481          | Baudenkmal                   | BW             |
| Crossener Straße 7 (Karte)                  | Wohnhaus         | | 094 86482          | Baudenkmal                   | BW             |
| Crossener Straße 9 (Karte)                  | Bauernhof        | | 094 86399          | Baudenkmal                   | BW             |
| Crossener Straße 11 (Karte)                 | Bauernhof        | Alte Schäferei | 094 86530          | Baudenkmal                   | BW             |
| Crossener Straße 12 (Karte)                 | Toranlage        | | 094 86419          | Baudenkmal                   | BW             |
| Crossener Straße 13 (Karte)                 | Wohnhaus         | | 094 86427          | Baudenkmal                   | BW             |
| Crossener Straße 16 (Karte)                 | Bauernhof        | | 094 86451          | Baudenkmal                   | BW             |
| Crossener Straße 18 (Karte)                 | Wohnhaus         | | 094 86453          | Baudenkmal                   | BW             |
| Crossener Straße 20 (Karte)                 | Wohnhaus         | | 094 86484          | Baudenkmal                   | BW             |
| Grundweg 1                                  | Scheune          | | 094 86473          | Baudenkmal                   |                |
| Grundweg 2 (Karte)                          | Wohnhaus         | | 094 86474          | Baudenkmal                   | BW             |
| Grundweg 3 (Karte)                          | Mühlenhof        | Klostermühle | 094 86475          | Baudenkmal                   | BW             |
| Grundweg 6 (Karte)                          | Wohnhaus         | | 094 86476          | Baudenkmal                   | BW             |
| Kuchengasse 2 (Karte)                       | Bauernhof        | | 094 86477          | Baudenkmal                   | Bauernhof      |

### Raba
| Lage                                                                     | Bezeichnung        | Beschreibung           | Erfassungs- nummer | Ausweisungsart | Bild     |
| ------------------------------------------------------------------------ | ------------------ | ---------------------- | ------------------ | -------------- | -------- |
| Rabaer Dorfstraße westlich Dorfstraße 13 auf einer Verkehrsinsel (Karte) | Kriegerdenkmal     |                        | 094 85475          | Baudenkmal     | BW       |
| Rabaer Dorfstraße 6                                                      | Wirtschaftsgebäude |                        | 094 85509          | Baudenkmal     |          |
| Rabaer Dorfstraße 9 (Karte)                                              | Wohnhaus           |                        | 094 85510          | Baudenkmal     | Wohnhaus |
| Rabaer Dorfstraße 13 (Karte)                                             | Gasthof            | Gasthof Zur Grünen Aue | 094 85476          | Baudenkmal     | Gasthof  |

### Rossendorf
| Lage                                                                         | Bezeichnung    | Beschreibung | Erfassungs- nummer | Ausweisungsart | Bild       |
| ---------------------------------------------------------------------------- | -------------- | ------------ | ------------------ | -------------- | ---------- |
| Fl. 6, Flst. 20 / westlich von Koßweda an der Straße nach Rossendorf (Karte) | Sühnekreuz     |              | 094 66190          | Kleindenkmal   | Sühnekreuz |
| Am Sachsenberg 5 (Karte)                                                     | Tagelöhnerhaus |              | 094 86494          | Baudenkmal     | BW         |
| Am Sachsenberg 7 (Karte)                                                     | Villa          |              | 094 86493          | Baudenkmal     | BW         |

### Schkauditz
| Lage                                                            | Bezeichnung      | Beschreibung | Erfassungs- nummer | Ausweisungsart               | Bild             |
| --------------------------------------------------------------- | ---------------- | --- | ------------------ | ---------------------------- | ---------------- |
| westlicher Ortsausgang                                          | Distanzstein     | | 094 86576          | Baudenkmal                   |                  |
| östlich der Ortslage, im Wald 30 m nördlich der Eisenbahnbrücke | Grenzstein       | | 094 86574          | Baudenkmal                   |                  |
| (Karte)                                                         | Elsterfloßgraben | Kanal Wird als Teilobjekt des Elsterfloßgrabens geführt. In der Vergangenheit bestand auch die Erfassungsnummer 094 86647. | 094 66211 011      | Teilobjekt eines Baudenkmals | Elsterfloßgraben |
| außerhalb der Ortslage am Brückenbauwerk XIIIc des Floßgrabens  | Grenzstein       | Sandsteinstele | 107 20005          | Kleindenkmal                 |                  |
| Dorfstraße am nördlichen Ortsrand (Karte)                       | Kirche           | | 094 86495          | Baudenkmal                   | Weitere Bilder   |
| Dorfstraße 1                                                    | Bauernhof        | | 094 86496          | Baudenkmal                   |                  |
| Dorfstraße 10                                                   | Bauernhof        | | 094 86264          | Baudenkmal                   |                  |
| Dorfstraße 14 (Karte)                                           | Bauernhof        | | 094 86498          | Baudenkmal                   | Bauernhof        |
| Dorfstraße 17 (Karte)                                           | Bauernhof        | | 094 86499          | Baudenkmal                   | Bauernhof        |
| Schkauditzer Landstraße 1 (Karte)                               | Wohnhaus         | | 094 86500          | Baudenkmal                   | BW               |

### Schleckweda
| Lage                          | Bezeichnung      | Beschreibung | Erfassungs- nummer | Ausweisungsart               | Bild      |
| ----------------------------- | ---------------- | --- | ------------------ | ---------------------------- | --------- |
| Koordinaten fehlen! Hilf mit. | Elsterfloßgraben | Kanal Wird als Teilobjekt des Elsterfloßgrabens geführt. In der Vergangenheit bestand auch die Erfassungsnummer 094 86648. | 094 66211 012      | Teilobjekt eines Baudenkmals |           |
| Elsterweg 4 (Karte)           | Bauernhof        | | 094 86501          | Baudenkmal                   | Bauernhof |
| Elsterweg 5 (Karte)           | Wohnhaus         | | 094 86502          | Baudenkmal                   | Wohnhaus  |
| Elsterweg 8 (Karte)           | Bauernhof        | | 094 86503          | Baudenkmal                   | BW        |

### Schlottweh
| Lage                                         | Bezeichnung | Beschreibung                       | Erfassungs- nummer | Ausweisungsart | Bild      |
| -------------------------------------------- | ----------- | ---------------------------------- | ------------------ | -------------- | --------- |
| Dorfstraße 1 (Karte)                         | Bauernhof   |                                    | 094 85511          | Baudenkmal     | Bauernhof |
| Dorfstraße 6 (Karte)                         | Wohnhaus    |                                    | 094 85512          | Baudenkmal     | BW        |
| Schneidemühle Ortslage Schneidemühle (Karte) | Mühle       | Schneidemühle, Zur Zeitzer Schweiz | 094 85682          | Baudenkmal     | BW        |

### Trebnitz
| Lage                          | Bezeichnung      | Beschreibung | Erfassungs- nummer | Ausweisungsart               | Bild |
| ----------------------------- | ---------------- | --- | ------------------ | ---------------------------- | ---- |
| Koordinaten fehlen! Hilf mit. | Elsterfloßgraben | Kanal Wird als Teilobjekt des Elsterfloßgrabens geführt. In der Vergangenheit bestand auch die Erfassungsnummer 094 86699. | 094 66211 018      | Teilobjekt eines Baudenkmals |      |
| Birkenweg 1                   | Toranlage        | | 094 86505          | Baudenkmal                   |      |
| Birkenweg 2                   | Wohnhaus         | | 094 86506          | Baudenkmal                   |      |
| Birkenweg 6 (Karte)           | Scheune          | | 094 86504          | Baudenkmal                   | BW   |
| Birkenweg 7 (Karte)           | Saalbau          | | 094 86509          | Baudenkmal                   | BW   |
| Buchheimer Straße 7 (Karte)   | Bauernhof        | | 094 86510          | Baudenkmal                   | BW   |
| Buchheimer Straße 8 (Karte)   | Mühle            | | 094 86511          | Baudenkmal                   | BW   |

### Wetterzeube
| Lage                                               | Bezeichnung        | Beschreibung | Erfassungs- nummer | Ausweisungsart               | Bild           |
| -------------------------------------------------- | ------------------ | --- | ------------------ | ---------------------------- | -------------- |
| im Bereich der Weißen Elster und des Mühlengrabens | Wehr               | | 094 86517          | Denkmalbereich               |                |
| Koordinaten fehlen! Hilf mit.                      | Elsterfloßgraben   | Kanal Wird als Teilobjekt des Elsterfloßgrabens geführt. In der Vergangenheit bestand auch die Erfassungsnummer 094 86645. | 094 66211 009      | Teilobjekt eines Baudenkmals |                |
| Am Berge 3 (Karte)                                 | Wohnhaus           | Wohnhaus | 094 86513          | Baudenkmal                   | BW             |
| Am Berge 4 (Karte)                                 | Bauernhof          | | 094 86514          | Baudenkmal                   | BW             |
| Hauptstraße 13 (Karte)                             | Villa              | | 094 86515          | Baudenkmal                   | BW             |
| Hauptstraße 15 (Karte)                             | Mühle              | Untere Mühle | 094 86516          | Baudenkmal                   | BW             |
| Hauptstraße 21 (Karte)                             | Villa              | | 094 86519          | Baudenkmal                   | BW             |
| Hauptstraße 22 (Karte)                             | Villa              | | 094 86520          | Baudenkmal                   | BW             |
| Kalkstraße 1 (Karte)                               | Bauernhof          | | 094 86522          | Baudenkmal                   | BW             |
| Kalkstraße 2 (Karte)                               | Bauernhof          | | 094 86523          | Baudenkmal                   | BW             |
| Kalkstraße 4 (Karte)                               | Bauernhof          | | 094 86524          | Baudenkmal                   | BW             |
| Kalkstraße 7 (Karte)                               | Gasthof            | Zum Esel (?) | 094 86526          | Baudenkmal                   | BW             |
| Mühlendamm 1 (Karte)                               | Mühle              | Obere Mühle | 094 86528          | Baudenkmal                   | Weitere Bilder |
| Mühlendamm 2, 3, 4 (Karte)                         | Wirtschaftsgebäude | Pack- und Treiberhaus | 094 86529          | Baudenkmal                   | BW             |
| Mühlendamm 5 (Karte)                               | Bauernhof          | | 094 86521          | Baudenkmal                   | BW             |
| Schulstraße 12 (Karte)                             | Schule             | | 094 86527          | Baudenkmal                   | Schule         |

## Ehemalige Kulturdenkmale nach Ortsteilen
Die nachfolgenden Objekte waren ursprünglich ebenfalls denkmalgeschützt oder wurden in der Literatur als Kulturdenkmale geführt. Die Denkmale bestehen heute jedoch nicht mehr, ihre Unterschutzstellung wurde aufgehoben oder sie werden nicht mehr als Denkmale betrachtet.

### Goßra
| Lage                  | Bezeichnung            | Beschreibung                                                          | Erfassungs- nummer | Ausweisungsart | Bild |
| --------------------- | ---------------------- | --------------------------------------------------------------------- | ------------------ | -------------- | ---- |
| Goßraer Forststraße 3 | Gaststätte Armin Worms | Gaststätte, wurde im Jahr 2015 aus dem Denkmalverzeichnis ausgetragen | 094 85954          | Baudenkmal     |      |

### Haynsburg
| Lage                          | Bezeichnung          | Beschreibung | Erfassungs- nummer | Ausweisungsart | Bild |
| ----------------------------- | -------------------- | --- | ------------------ | -------------- | ---- |
| Koordinaten fehlen! Hilf mit. | Dorfkirche Haynsburg | Saalkirche, Kirchenschiff im Jahr 1613 errichtet, am 13. April 1945 durch Beschuss in Brand geraten und abgebrannt, 1956 Ruine abgerissen.          |                    |                |      |
| Gebind 8                      | Wohnhaus             | zweigeschossiges Wohnhaus aus der Zeit um 1800, nach einem Sicherheitsabbruch wurde das Gebäude im Jahr 2017 aus dem Denkmalverzeichnis ausgetragen | 094 85947          | Baudenkmal     |      |

### Katersdobersdorf
| Lage         | Bezeichnung | Beschreibung | Erfassungs- nummer | Ausweisungsart | Bild |
| ------------ | ----------- | ------------ | ------------------ | -------------- | ---- |
| Dorfstraße 1 | Wohnhaus    |              | 094 85506          |                |      |

### Koßweda
| Lage             | Bezeichnung | Beschreibung | Erfassungs- nummer | Ausweisungsart | Bild |
| ---------------- | ----------- | ------------ | ------------------ | -------------- | ---- |
| Am Rauschebach 8 | Bauernhaus  |              | 094 86489          |                |      |

### Pötewitz
| Lage                                     | Bezeichnung | Beschreibung | Erfassungs- nummer | Ausweisungsart | Bild |
| ---------------------------------------- | ----------- | ------------ | ------------------ | -------------- | ---- |
| L 193 Brücke über den Walpernhainer Bach | Brücke      | BW 0110      | 094 66177          |                |      |

### Raba
| Lage                         | Bezeichnung | Beschreibung                                                                           | Erfassungs- nummer | Ausweisungsart | Bild     |
| ---------------------------- | ----------- | -------------------------------------------------------------------------------------- | ------------------ | -------------- | -------- |
| Rabaer Dorfstraße 14 (Karte) | Wohnhaus    | Wohnhaus, nach genehmigtem Abbruch im Jahr 2016 aus dem Denkmalverzeichnis ausgetragen | 094 85479          | Baudenkmal     | Wohnhaus |

### Schkauditz
| Lage         | Bezeichnung | Beschreibung                                                   | Erfassungs- nummer | Ausweisungsart | Bild |
| ------------ | ----------- | -------------------------------------------------------------- | ------------------ | -------------- | ---- |
| Dorfstraße 5 | Bauernhof   | Bauernhof, im Jahr 2015 aus dem Denkmalverzeichnis ausgetragen | 094 86497          | Baudenkmal     |      |

### Trebnitz
| Lage                | Bezeichnung | Beschreibung | Erfassungs- nummer | Ausweisungsart | Bild      |
| ------------------- | ----------- | ------------ | ------------------ | -------------- | --------- |
| Birkenweg 4         | Bauernhof   |              | 094 86507          |                |           |
| Birkenweg 6 (Karte) | Bauernhof   |              | 094 86508          |                | Bauernhof |

## Legende
In den Spalten befinden sich folgende Informationen:
- Lage: Nennt den Straßennamen und wenn vorhanden die Hausnummer des Kulturdenkmals. Die Grundsortierung der Liste erfolgt nach dieser Adresse. Der Link „Karte“ führt zu verschiedenen Kartendarstellungen und nennt die geographischen Koordinaten.
Link zu einem Kartenansichtstool, um Koordinaten zu setzen. In der Kartenansicht sind Baudenkmale ohne Koordinaten mit einem roten bzw. orangen Marker dargestellt und können in der Karte gesetzt werden. Baudenkmale ohne Bild sind mit einem blauen bzw. roten Marker gekennzeichnet, Baudenkmale mit Bild mit einem grünen bzw. orangen Marker.
- Offizielle Bezeichnung: Nennt den Namen, die Bezeichnung oder zumindest die Art des Kulturdenkmals und verlinkt, soweit vorhanden, auf den Artikel zum Objekt.
- Beschreibung: Nennt bauliche und geschichtliche Einzelheiten des Kulturdenkmals, vorzugsweise die Denkmaleigenschaften.
- Erfassungsnummer: Für jedes Kulturdenkmal wird in Sachsen-Anhalt eine 20stellige Erfassungsnummer vergeben. Die letzten zwölf Ziffern werden für die Untergliederung nach Teilobjekten genutzt und werden nur angegeben, soweit vergeben. In dieser Spalte kann sich folgendes Icon  befinden, dies führt zu Angaben zu diesem Baudenkmal bei Wikidata.
- Ausweisungsart: Die Einordnung des Denkmales nach § 2 Abs. 2 DenkmSchG LSA
- Bild: Ein Bild des Denkmales, und gegebenenfalls einen Link zu weiteren Fotos des Kulturdenkmals im Medienarchiv Wikimedia Commons. Wenn man auf das Kamerasymbol klickt, können Fotos zu Kulturdenkmalen aus dieser Liste hochgeladen werden: